# N90 (Frankrijk)
De N90 of Route nationale 90 is een nationale weg in Frankrijk. De weg loopt van Albertville naar Bourg-Saint-Maurice. Ze is 58 kilometer lang en ligt in het departement Savoie, regio Auvergne-Rhône-Alpes. In de wintermaanden is er vaak zwaar verkeer. Het is de toegangsweg voor de megawintersportgebieden Les 3 Vallées, Paradiski en Espace Killy.
In de jaren voor de Olympische Winterspelen 1992, die plaatsvonden in en rond Albertville, werden grote delen van het traject vernieuwd en omgevormd tot een autosnelweg. Oorspronkelijk was de N90 de primaire verbinding tussen Grenoble en de Italiaanse grens, maar het traject tussen Grenoble en Albertville werd vervangen door een nieuwe snelweg (A41 en A430). In 2006 werd het segment langs deze snelwegen en het segment tussen Bourg-Saint-Maurice en de Kleine Sint-Bernhardpas gedeclasseerd, waarmee de lengte kromp van 175 naar 58 kilometer. De gedeclasseerde wegdelen, die nu onder het beheer van de departementen vallen, kregen in zowel Isère als Savoie het wegnummer D1090 (in Isère · in Savoie).
N1 · N2 · N3 · N4 · N5 · N6 · N7 · N9 · N10 · N11 · N12 · N13 · N14 · N15 · N17 · N19 · N19J · N20 · N21 · N22 · N24 · N25 · N27 · N28 · N31 · N33 · N34 · N36 · N37 · N41 · N42 · N43 · N44 · N47 · N49 · N51 · N52 · N57 · N58 · N59 · N61 · N61A · N65 · N66 · N67 · N70 · N77 · N79 · N80 · N82 · N83 · N85 · N86 · N87 · N88 · N89 · N90 · N94 · N98 · N100 · N102 · N104 · N105 · N106 · N109 · N112 · N113 · N116 · N118 · N118A · N118B · N122 · N123 · N124 · N125 · N126 · N129 · N134 · N135 · N136 · N137 · N138 · N141 · N142 · N145 · N147 · N149 · N150 · N151 · N154 · N157 · N158 · N159 · N162 · N164 · N165 · N166 · N171 · N174 · N175 · N176 · N182 · N184 · N186 · N186A · N186B · N188 · N191 · N192 · N201 · N202 · N205 · N209 · N216 · N221 · N224 · N225 · N227 · N230 · N237 · N244 · N248 · N249 · N250 · N254 · N265 · N274 · N282 · N296 · N301 · N303 · N306 · N314 · N315 · N316 · N320 · N324 · N330 · N337 · N338 · N346 · N353 · N356 · N363 · N385 · N388 · N401 · N406 · N410 · N416 · N425 · N431 · N440 · N441 · N444 · N446 · N449 · N481 · N486 · N488 · N489 · N520 · N524 · N532 · N537 · N542 · N543 · N568 · N569 · N572 · N580 · N814 · N844 · N1007 · N1012 · N1013 · N1014 · N1019 · N1021 · N1029 · N1031 · N1043 · N1050 · N1075 · N1083 · N1104 · N1113 · N1134 · N1135 · N1141 · N1154 · N1338 · N1547 · N1569 · N2028 · N2043 · N2057 · N2162 · N2249